# Göndul
Göndul eller Gondul (fvn Gǫndul) är en valkyria i nordisk mytologi. Hon är inte en mytologisk person – eftersom ingenting berättas om henne – utan tillhör kollektivet valkyrior. Hon förekommer dock som aktör i ett par skaldedikter från 900-talet och 1000-talet. Men även i dessa är hon snarare representant för sitt kollektiv än någon självständig gestalt.
Inom skaldediktningen är ‘Göndul’ ett vanligt heite i kenningar som har med krig att göra. I dessa fall är det inte valkyrian själv som avses, utan skalden har bara lånat hennes namn för att beskriva något annat. Namnet kan då utläsas ‘valkyrian’. Gǫndlar eldr (Gönduls, eller ‘valkyrians’, eld) är kenning för ‘svärd’; Gǫndlar grind (‘Gönduls port’, som kan stängas för angripare) kan betyda ‘sköld’ medan Gǫndlar serkr (‘Gönduls särk’) betyder ‘brynja’, o.s.v. Flera kenningar med betydelsen ‘strid’ liknar Göndul vid ett oväder, t.ex. Gǫndlar veðr, él, glymvindr, m. fl. (det vill säga Gönduls storm, oväder, dånande vind).
I den sena kortsagan Sǫrla þáttr, använder gudinnan Freja täcknamnet Göndul. I sagan hetsar hon de båda kungarna Heðinn och Hǫgni mot varandra för att åstadkomma det så kallade Hjadningaviget, det vill säga en strid som aldrig tar slut.

## Namnet

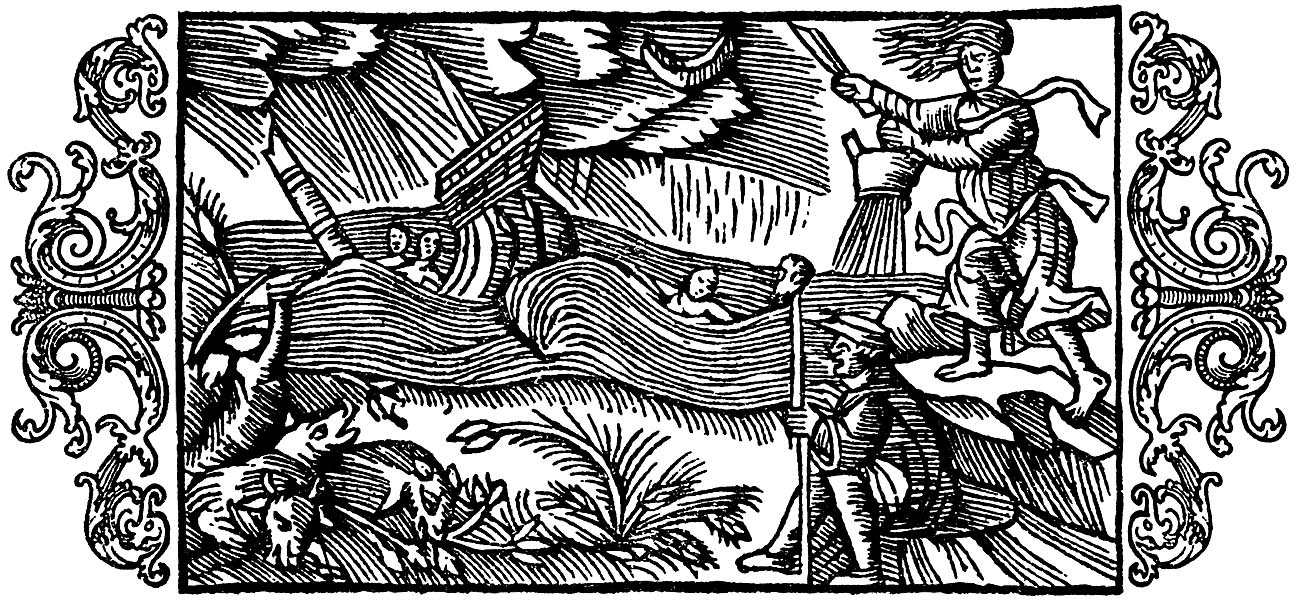
Trollkvinna frammanar storm och sänker skepp. Bild ur Olaus Magnus Historia de gentibus septentrionalibus, 1555.

Namnet Göndul kommer av substantivet gand (gandr), varmed menas en sejdkvinnas utsända själ eller ande. Denna troddes kunna ta gestalt av ett djur, t.ex. en ulv, i vars skepnad den kunde sändas ut i olika ärenden. Den kunde inhämta fördold kunskap men också angripa motståndare.
Medan de flesta valkyrienamn anknyter till strid och tumult, är ‘Göndul’ tydligt förknippat med trolldom. I stridskenningar är Göndul det tredje mest brukade namnet, men det som oftast används då striden liknas vid en storm eller ett oväder. Skalderna verkar alltså ha uppfattat Göndul som en valkyria som skapade storm eller färdades i vinden. Tron att trollkvinnor kunde framkalla och styra oväder är i alla händelser mycket gammal.
Ibland brukar gandr översättas ‘stav’. Den betydelsen är sekundär och kommer troligen av att sejderskor använde en stav då de kallade på sina hjälpandar (gandar), varför benämningen på andarna även har kommit att överföras på staven. Av denna anledning tolkade Finnur Jónsson namnet Göndul som ‘stavbärerska’;  en översättning som dock kan avvisas då inga källor nämner att Göndul bar stav. Troligen är det gandr i betydelsen ‘andevind’ som har givit Göndul hennes namn.
Den maskulina motsvarigheten till ‘Göndul’ är Gǫndlir, som är ett namn på Oden, valkyriornas herre. Gǫndlir (på svenska ‘Göndler’, ‘Gondler’ eller ‘Göndle’) nämns i Grímnismál 49 och i tulorna.

## Källtexterna

### Völuspá
Göndul är ett av valkyrienamnen i Völuspá 30. Strofen är i namntulostil och berättar hur Odens nǫnnur (kvinnor) bereder sig att rida ut i världen för att samla krigsfolk inför Ragnarök. Varifrån de kommer omtalas inte, men de är på väg till goðþjóð (“gudafolket”) eller kanske Gotþjóð (“goternas land”). Båda läsningarna är möjliga.
| Hon såg valkyrior, komna från fjärran, redo att göra ritten till Godtjod. Skuld höll sköld, och Skogul var den andra, Gunn, Hild, Gondul och Geirskogul. Nu äro Härjans härjungfrur nämnda, valkyrior, redo att rida på jorden. | Sá hon valkyrjur vítt of komnar, gǫrvar at ríða til goðþjóðar. Skuld hęlt skildi, ęn Skǫgul ǫnnur, Gunnr, Hildr, Gǫndul ok Gęirskǫgul; nú eru talðar nǫnnur Hęrjans, gǫrvar at ríða grund valkyrjur. |  |

Strofen är interpolerad. Finnur Jónsson ansåg att endast de fyra första raderna är ursprungliga, medan Sigurður Nordal bara ville räkna bort raderna 9–12. Det har också föreslagits att det är raderna 7–10 som har tillkommit i efterhand.
Namnet Göndul finns också i ett par namntulor; dels i tulan Óðins meyjar, dels i Heiti valkyrja, andra strofen.

### Skaldedikter
Hákonarmál
Göndul uppträder tillsammans med kollegan Skögul i Hákonarmál, där hon avgör slaget på Stord och skickar Norges kung Håkon den gode till Valhall – trots dennes upprörda protester. Håkon var kristen och hade inte tänkt sig att efter döden hamna hos hednagudar (heiðin goð). Men någon förväxling rör det sig inte om. Författaren Eyvindr skáldaspillir – själv stolt hedning – ansåg att Håkon hade varit en så god konung att han förtjänade en plats i Valhall, och samtidigt ville han med sin dikt rädda den kristne kungens eftermäle inför en hednisk allmänhet. Norge var ju ännu inte kristet, men Oden är i dikten synnerligen tolerant gentemot religiösa avvikare (något som de kristna inte var). Dikten skrevs kort efter år 961. Hur valkyriorna såg ut skymtar i stroferna 10 och 11.
| Gondul sade på glimspjut stödd: “Gudarnas värnkraft växer när Håkon vi har med hären all hit till vår hall bjudit.” | Den väldige hörde valkyrjans ord, härmön på hästen satt: djupt hon talat i hjälm klädd skärmad av sköld i hand. | Gǫndul þat mælti, studdisk geirskapti: “vex nú gengi goða, es Hǫ́koni hafa með her mikinn heim bǫnd of boðit.” | Vísi þat heyrði, hvat valkyrjur mæltu mærar af mars baki, hyggiliga létu ok hjalmaðar sǫ́tu ok hǫfðusk hlífar fyrir. |  |

“Den väldige” är den just avlidne kung Håkon själv. Valkyriorna sägs vara beridna och härklädda; de bär hjälm, spjut och rundsköld.
Spjutsången
Valkyriorna Gunn och Göndul figurerar i två spöksyner från 1014 respektive 1208.
I Darraðarljóð (“Spjutsången” eller “Spjutgudens sång”) sägs en man vid namn Dörrud ha sett tolv valkyrior på morgonen före slaget vid Clontarf långfredagen 1014 väva fram slagets utgång på en blodig vävstol med avhuggna huvuden som tyngder och tarmar som varp. Sex av valkyriorna nämns med namn; två av dem är Gunn och Göndul som i femte strofen uppges vilja skydda “den gode” kungen Sigtrygg silkesskägg. De var framgångsrika såtillvida som Sigtrygg var en av få furstar som överlevde det närmast obeskrivliga blodbadet. Dikten har bevarats i Njáls saga.
| Vi väva, vi väva Spjutgudens väv, och fursten vi sedan följa. Där skola Gunn och Gondul, som följde fursten, se blanka sköldar blodiga. | Vävom, vävom valspjutens väv och segerfursten sedan vi följe; där blott blickas blodiga sköldar men Gunn och Gondul den gode skydda. | Vindum, vindum vef Darraðar ok siklingi síðan fylgjum; þar séa bragnar blóðgar randir, Gunnr ok Gǫndul es grami fylgðu. |  |

En liknande spöksyn omtalas i Íslendinga saga som ingår i Sturlungasagan. “En man i Skagafjorden drömde att han kom in i ett stort hus. Därinne satt två blodiga kvinnor som gungade fram och tillbaka. Från rökhålen i taket regnade blod.” Den ena kvinnan kvad:
| Vi ro! Vi ro! Det regnar blod! Gunn och Gondul ro glavmän mot döden. Råda vi skola i Raftalid, blotade bli och med bann nämnda! | Róm vit ok róm vit – rignir blóði – Guðr ok Gǫndul, fyr guma falli. Vit skulum ráðask í Raptahlíð; [þar munum blótaðar ok bǫlvaðar]. |  |

Synen sägs ha förebådat den väpnade fördrivningen av biskop Guðmundr Arason 1209. Raftahlíð är en stenig sluttning i trakten av Sauðárkrókur söder om Hólar.

### Sörletåten
I Sörletåten (Sǫrla þáttr eða Heðins saga ok Hǫgna) – en av tåtarna i Flatöboken – finns en berättelse om Hjadningavigets uppkomst. Sagan bygger på ett uråldrigt sägenmaterial, men har i sin nuvarande utformning en starkt kristen prägel.
Gudinnan Freja, som i sagan sägs vara Odens bihustru, hade fått Brisingasmycket som betalning för att hon sovit en natt var hos de fyra dvärgar som tillverkat klenoden. Men Loke, som fått kunskap om denna handel, skvallrade för Oden som genast ville komma över smycket för att straffa Freja. Han bad därför Loke att stjäla det åt honom. Freja insåg dock vem som låg bakom stölden när hon märkte att smycket var borta och krävde att Oden skulle återlämna det. Han gick med på det – men endast på villkor att hon med sina magiska konster lyckades skapa en strid mellan två storkonungar, vilka båda hade tjugo lydkonungar under sig. Striden skulle pågå utan avbrott ända fram till ragnarök. Varje morgon skulle de stupade väckas till liv och de sårades sår helas.
Offren för detta ränksmideri blev de båda kungarna Hedin (Heðinn) Hjarrandason och Högne Halvdansson (Hǫgni Hálfdanarson). Då Hedin var på jakt råkade han i en förtrollad skogsglänta träffa på en reslig och fager kvinna sittande på en hög pall. Hon talade höviskt och sade sig heta Göndul. Vid tre tillfällen mötte han kvinnan i gläntan, och varje gång bjöd hon honom dricka ur ett horn. Första gången förmådde hon Hedin att söka upp kung Högne. De blev goda vänner, ingick fostbrödralag och Högne lovade Hedin sin dotter Hild till äkta. Men vid andra mötet i gläntan får trolldrycken Hedin att glömma alla löften och hans sinnelag förändras. Nu rövar han med sig Hild och dräper hennes mor. När Hedin tredje gången möter Göndul i gläntan berömmer hon honom för hans illdåd och bjuder honom åter att dricka. Hedin somnar av drycken och Göndul läser en förbannelse över honom: “Nu viger jag dig och Högne och alla era män med trolldomsord (afkvæði) som överenskommet var med Oden.” När Hedin vaknar ser han en sista skymt av Göndul innan hon försvinner. Nu är hon inte längre ljus och fager utan stor och svart (svǫrt ok mikil), så som den kristne sagaförfattaren har föreställt sig en demon.
Sagan säger inte att Göndul är identisk med Freja, men det framgår ändå mycket klart av sammanhanget. Freja var sejdens gudinna och den främsta av valkyrior. Att hon skulle välja trolldoms- och valkyrienamnet Göndul som pseudonym är knappast oväntat.

### Diplom
I Bergens kopiebok har bevarats två brev av biskop Audfinn Sigurdsson rörande häxan Ragnhild Tregagås, som år 1325 stod åtalad för att ha använt förgöringsmagi. Biskop Audfinn, som var väl insatt i tidens vetenskap, frikände henne från straffansvar eftersom hon uppenbart var mångalen, d.v.s. sinnessjuk till följd av fullmånens inverkan, men hon dömdes till botgöring. Av intresse är att biskopen citerar en av hennes besvärjelser innehållande begreppet gondols ondu. Detta kan översättas “Gönduls andar”, men att det skulle ha rört sig om en valkyria som förmåtts gå häxans ärenden är troligen en övertolkning. Formeln exemplifierar snarare hur begreppet gandr, i betydelsen utsänd själ eller ande, här måste förstås som häxans hug, d.v.s. hennes egna onda tankar som troddes verka på avstånd i ulvhamn.